# 장자항
장자항(중국어 정체자: 張嘉航, 한자음: 장가항, 1988년 9월 12일 ~)은 대만의 남자 유튜버, 인터넷 유명인, 모바일 게임, 푸드 브랜드 홍보대사이자 '리그 오브 레전드'의 프로 e스포츠 선수이다.